# R-16 (Montenegro)
De R-16 of Regionalni Put 16 is een regionale weg in Montenegro. De weg loopt van Virpazar via Ostros naar Vladimir en is 51 kilometer lang.